# Nachal Michmas
Nachal Michmas (hebrejsky נחל מכמש) je vádí na Západním břehu Jordánu v Judských horách a v Judské poušti.
Začíná v nadmořské výšce přes 800 metrů na hřebenu Judských hor na Západním břehu Jordánu východně od města Ramalláh, severovýchodně od Jeruzaléma. Vede pak k jihu a jihovýchodu, přičemž se rychle zařezává do okolního terénu a vytváří hluboké údolí. Prochází východně od izraelské osady Psagot a Kochav Ja'akov, kde sem od západu ústí Vádí al-Natuf a další boční vádí. Charakter krajiny se rychle mění, protože vádí vstupuje do aridního regionu Judské pouště. Vede hlubokým skalnatým kaňonem mezi palestinskou obcí Mukhmas a izraelskou osadu Geva Binjamin. Severně od osady Kfar Adumim ústí zleva do vádí Nachal Prat, které jeho vody odvádí do Jordánu a pak do Mrtvého moře.